# 黒谷城
黒谷城（くろやじょう）は、愛知県岡崎市明見町にあった中世の日本の城（山城）。

## 概要
『額田町史』
によると初代城主は黒谷半九郎と記されている。